# Lijst van rijksmonumenten in De Lutte
De plaats De Lutte telt 9 inschrijvingen in het rijksmonumentenregister. Hieronder een overzicht.
| Object                                                                                    | Oorspronkelijke functie?  | Bouwjaar  | Architect | Locatie             | Coördinaten?                  | Nr.?   | Afbeelding                                                                                |
| ----------------------------------------------------------------------------------------- | ------------------------- | --------- | --------- | ------------------- | ----------------------------- | ------ | ----------------------------------------------------------------------------------------- |
| Boerderij van het hallehuistype met krimp onder met rode hollandse pannen gedekt zadeldak | Boerderij                 | 1915-1920 |           | Dorpstraat 47       | 52° 18' 52" NB, 6° 59' 36" OL | 513499 | Boerderij van het hallehuistype met krimp onder met rode hollandse pannen gedekt zadeldak |
| Vrijstaande schuur                                                                        | Boerderij                 | 1915-1920 |           | Dorpstraat bij 47   | 52° 18' 52" NB, 6° 59' 36" OL | 513500 | Vrijstaande schuur                                                                        |
| Boerskotten                                                                               | Kasteel, buitenplaats     | 1927-1928 |           | Haermansweg 5       | 52° 18' 6" NB, 6° 56' 60" OL  | 513502 | Boerskotten                                                                               |
| Boerskotten, garage                                                                       | Onderdeel woningen e.d.   | 1927-1928 |           | Haermansweg bij 5   | 52° 18' 6" NB, 6° 56' 60" OL  | 513503 | Boerskotten, garage                                                                       |
| Boerskotten, tuinkoepel                                                                   | Tuin, park en plantsoen   | 1868      |           | Haermansweg 5       | 52° 18' 6" NB, 6° 56' 60" OL  | 513504 | Boerskotten, tuinkoepel                                                                   |
| Koetshuis met dienstwoning in chaletstijl                                                 | Bijgebouwen kastelen enz. | 1910-1915 |           | Egheriaweg 1        | 52° 19' 8" NB, 6° 57' 14" OL  | 513514 | Koetshuis met dienstwoning in chaletstijl                                                 |
| Boerderij annex koetshuis met aangebouwde kas                                             | Boerderij                 | 1913      |           | Bentheimerstraat 16 | 52° 19' 9" NB, 6° 58' 11" OL  | 513515 | Meer afbeeldingen                                                                         |
| Duivendal                                                                                 | Woonhuis                  | 1903      |           | Duivendalweg 3      | 52° 19' 54" NB, 6° 58' 56" OL | 513516 | Upload foto                                                                               |
| Aardappelkelder                                                                           | Boerderij                 | 1850-1880 |           | Beuningerstraat 24  | 52° 19' 43" NB, 7° 0' 53" OL  | 513517 | Aardappelkelder                                                                           |